# اوستروف ویلکوپولسکی
اوستروف ویلکوپولسکی (به لهستانی:  Ostrów Wielkopolski) یک منطقهٔ مسکونی در لهستان است که در شهرستان اوستروف ویلکوپولسکی واقع شده‌است. اوستروف ویلکوپولسکی ۴۱٫۹ کیلومتر مربع مساحت و ۷۲٬۳۶۰ نفر جمعیت دارد.

## خواهرخوانده
شهرهای لچه، دلیتزش و نوردهاوزن خواهرخوانده‌های اوستروف ویلکوپولسکی هستند.

## نگارخانه

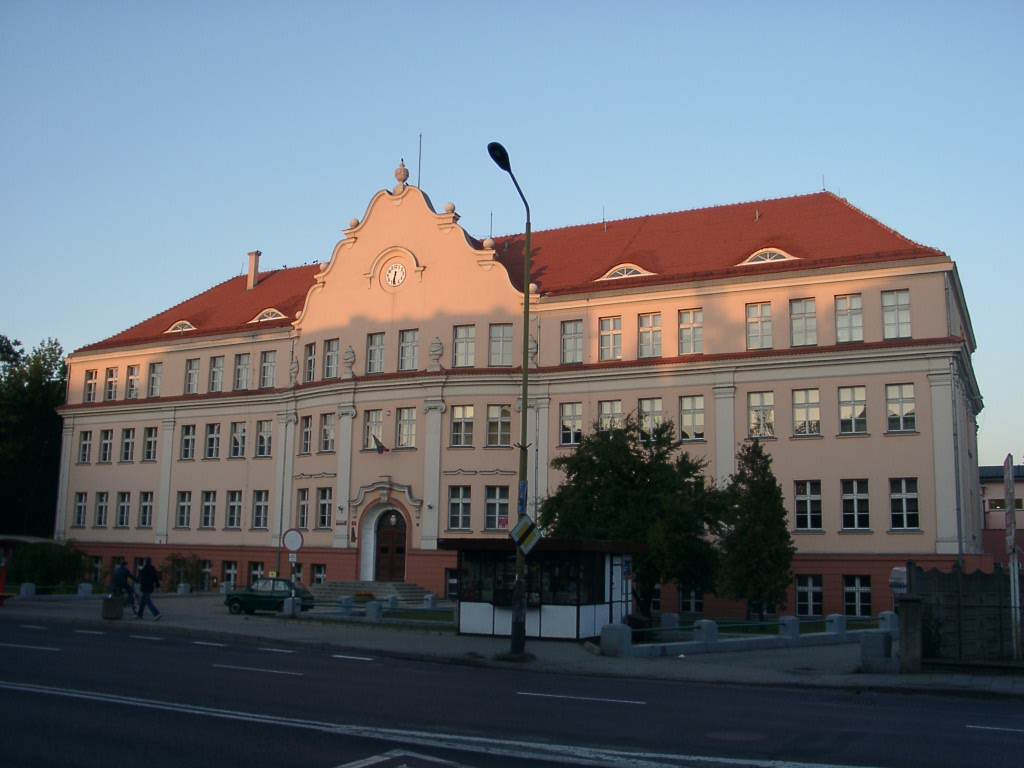
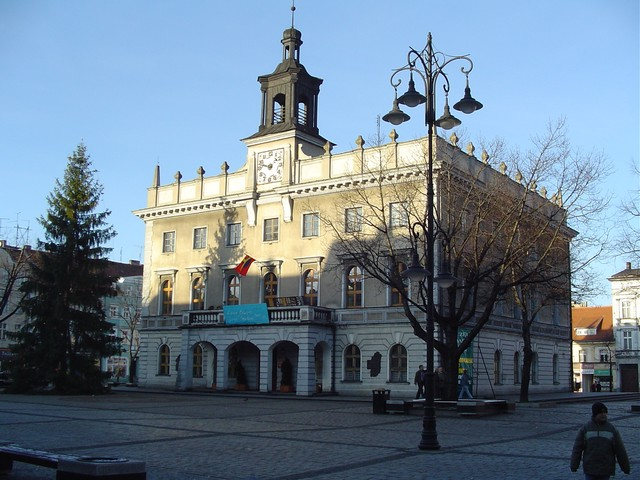
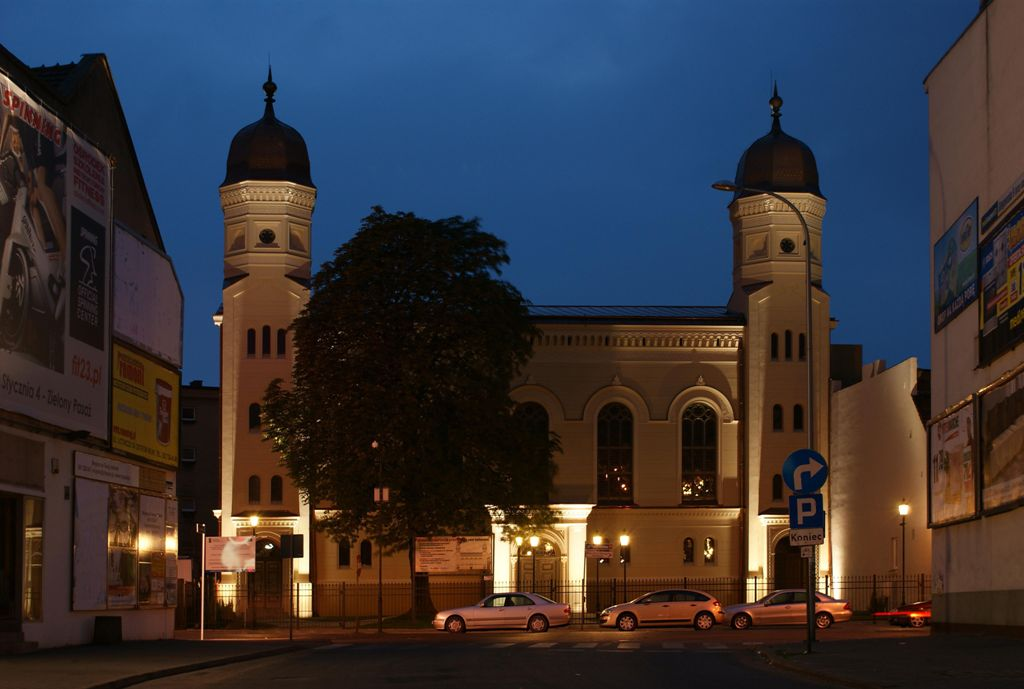
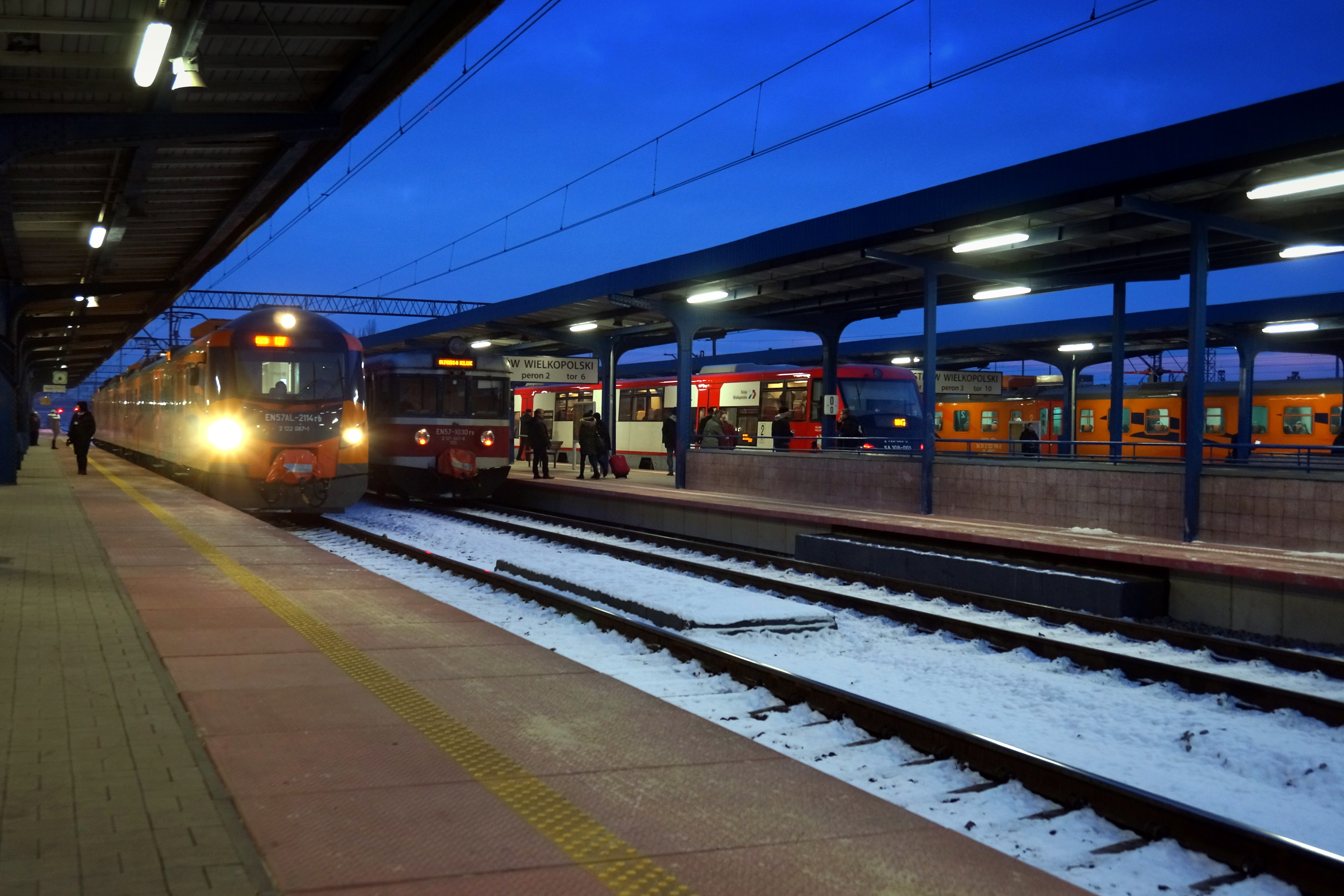